# Ostler
Ostler is een historisch merk van hulpmotoren.Craftsmanship Ltd., Ipswich. 
Richard Henry Ostler ontwikkelde in de jaren 1941/1942 een clip-on motor. Waarschijnlijk was het eerste prototype bedoeld om boven het achterwiel van een fiets te monteren. 
De uiteindelijke versie, de Ostler Mini-Auto, zat boven het voorwiel en werd pas gepresenteerd in januari 1949. De motortjes werden in onderdelen met een bouwtekening geleverd en men moest dus wel doe-het-zelver zijn voor men ermee de weg op kon.